# Edmond Goethals
Pour les articles homonymes, voir Goethals.
Edmond Goethals, né à Gand le 13 mars 1854 et mort à Wolvertem le 2 novembre 1919, est un homme politique belge.

## Biographie
Il est le petit-fils de Ferdinand Goethals.

## Fonctions et mandats
- Membre du Sénat belge : 1900-1904

## Sources
- Paul VAN MOLLE, Het Belgisch Parlement 1894-1972, Antwerpen, 1972
- Oscar COOMANS DE BRACHÈNE, État présent de la noblesse belge, Annuaire 1989, Brussel, 1989.

- Ressource relative à plusieurs domaines :   - ODIS